# Cuevas del Valle
Cuevas del Valle ist ein zentralspanischer Ort und eine Gemeinde (Municipio) mit 517 Einwohnern (Stand: 2024) in der Provinz Ávila in der Autonomen Region Kastilien-León. 

## Lage und Klima
Cuevas del Valle liegt auf der Ostseite der Sierra de Gredos am südlichen Rand der Provinz Ávila in einer Höhe von ca. 840 m. Die Entfernung nach Ávila beträgt knapp 55 km (Fahrtstrecke) in nordöstlicher Richtung. Das Klima ist gemäßigt bis warm; der Regen (ca. 759 mm/Jahr) fällt mit Ausnahme der trockenen Sommermonate übers Jahr verteilt.

## Bevölkerungsentwicklung
| Jahr      | 1970 | 1981 | 1991 | 2001 | 2011 | 2021 |
| Einwohner | 936  | 693  | 670  | 620  | 541  | 514  |

## Sehenswürdigkeiten

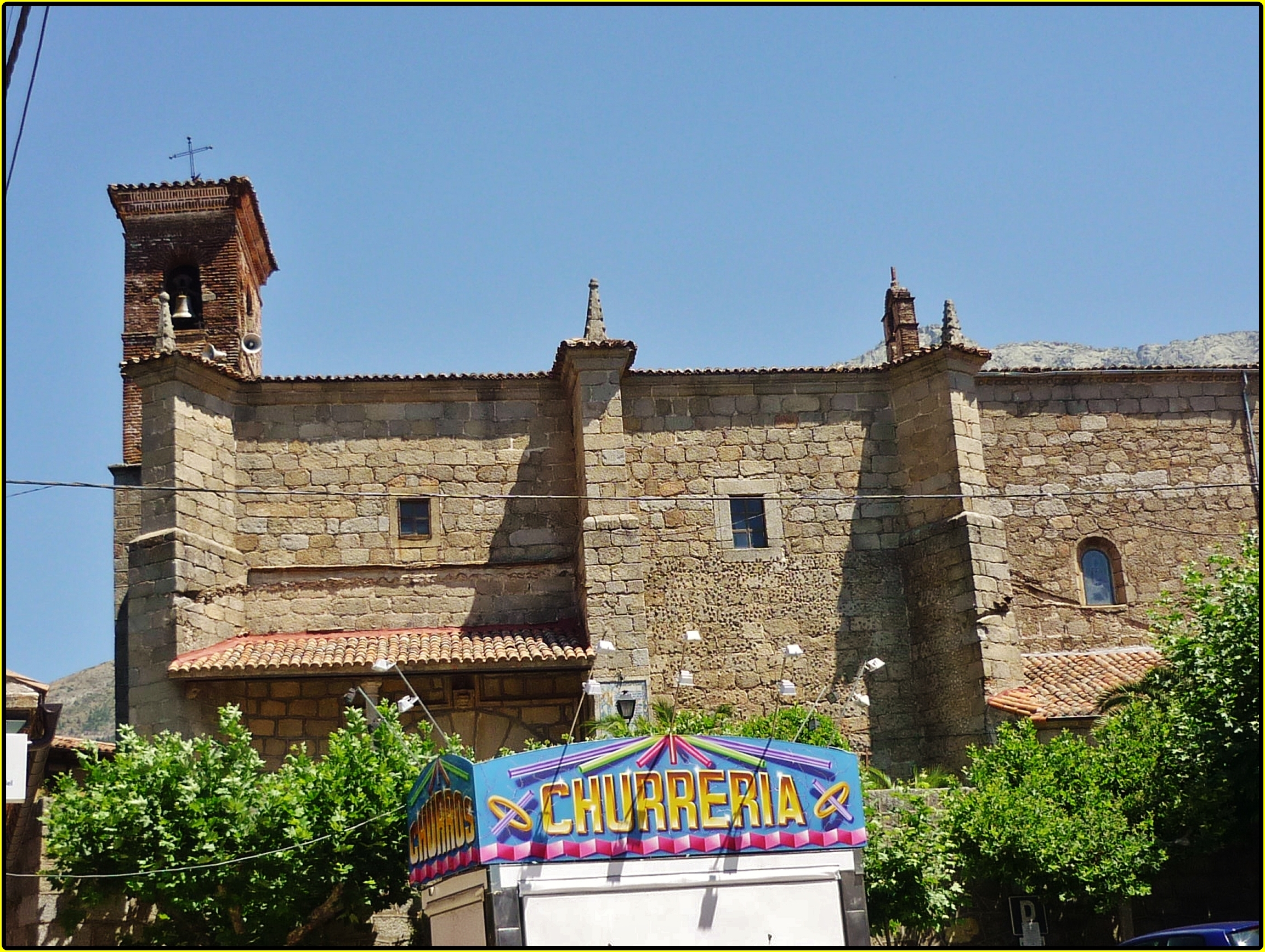
Kirche Mariä Geburt
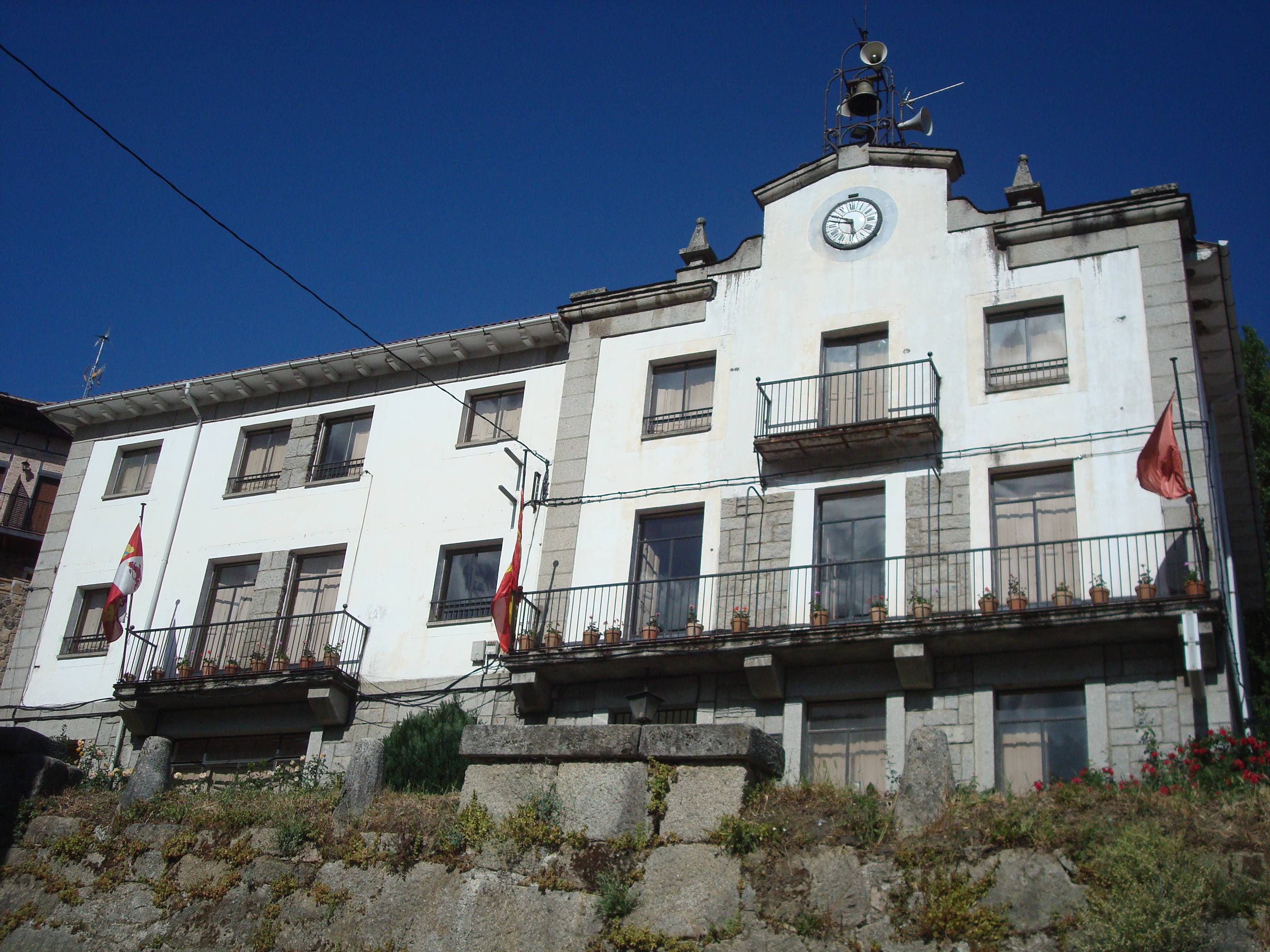
Rathaus

- Kirche Mariä Geburt
- Rathaus